# سرور دانش
شیخ غلام سرور دانش (زاده ۱۳۴۰ در اشترلی، ارزگان، دایکندی امروزی) سیاستمدار، حقوق‌دان و معاون دوم پیشین ریاست جمهور افغانستان است. دانش از هزاره‌های افغانستان است. او سابقه فعالیت در سِمت‌های والی دایکندی (۱۳۸۳)، وزیر عدلیه (۱۳۸۳–۱۳۸۸) و وزیر تحصیلات عالی (۱۳۸۸–۱۳۹۰) را در کارنامه دارد. دانش در سال۱۳۹۳ به همراه عبدالرشید دوستم به‌عنوان دو معاون محمداشرف غنی در انتخابات ریاست‌جمهوری ۱۳۹۳ افغانستان شرکت کردند. سرور دانش در انتخابات ریاست‌جمهوری سال ۱۳۹۸، به همراه امرالله صالح در سمت معاونین محمداشرف غنی حضور یافت و تا روز سقوط کابل در سال ۱۴۰۰، به‌عنوان معاون دومی ریاست‌جمهوری فعالیت می‌کرد. وی پس از سقوط، او در ابتدا به ترکیه و سپس به نیوزیلند پناهنده شد و در آنجا حزب عدالت و آزادی افغانستان را تأسیس کرد.

## زندگی‌نامه
سرور دانش، فرزند محمدعلی، متولد روستای اشترلی، ارزگان (دایکندی کنونی)، افغانستان و از قوم هزاره است. او تحصیلات ابتدایی خود را در مکتب (مدرسه) منطقه انجام داد. او تحصیلات بالاتر خود را در رشته‌های مذهبی، در مراکز مذهبی در عراق، سوریه و ایران به پایان رساند. او مدرک تحصیلات عالی ندارد. مدرک تحصیلات علوم دینی او؛ اتمام سطح‌های عالی و اتمام خارج از فقه و اصول است.
پس از سقوط طالبان و روی کار آمدن دولت نو در افغانستان، او در جایگاه‌های اجرایی و رسمی زیر انجام وظیفه نموده‌است:
- عضویت در جرگه بزرگ (لویه جرگه) اضطراری در جوزا (خُرداد) ۱۳۸۱.[۲]
- عضویت در کمیسیون تدوین و نوشتن قانون اساسی به فرمان رئیس دولت انتقالی افغانستان (۱۳۸۱).[۲]
- عضویت در کمیسیون تدقیق قانون اساسی به فرمان رئیس دولت انتقالی افغانستان (۱۳۸۲).[۲]
- شرکت در جرگه بزرگ/لویه جرگه تصویب قانون اساسی افغانستان (۱۳۸۲).[۲]
- از نخست‌های سال ۱۳۸۳ که تأسیس ولایت/استان نو دایکندی از طرف دولت انتقالی افغانستان اعلام شد، به فرمان رئیس دولت انتقالی افغانستان به عنوان نخستین اُستان‌دار این استان منصوب شد.[۲]
- وزیر عدلیه و دستیار کمیته قوانین شورای وزیران از سال ۱۳۸۳ تا ۱۳۸۸.[۲]
- سرپرست وزارت تحصیلات عالی از دلو/بهمن ۱۳۸۸ تا حوت/اسفند ۱۳۹۰.[۲]
- ریاست هیئت مشورتی در امور عدلی و حقوقی ریاست جمهوری از ۱ حوت/اسفند ۱۳۹۱ تا ۱۳ میزان/مهر ۱۳۹۲.[۲]
- معاون دوم ریاست جمهوری افغانستان از ۷ میزان/مهر ۱۳۹۳ تا کنون.[۲]

مازاد بر فعالیت‌های سیاسی، دانش در بخش علمی و فرهنگی فعالیت داشته‌است که برخی از فعالیت‌های او شامل فهرست زیر می‌شود:
- آموزگار رشته فقه و شرعیات در مؤسسه‌های تحصیلات عالی.[۲]
- عضو هیئت علمی دانشگاه ابن سینا و رئیس هیئت امنای این مؤسسه.[۲]
- مدیر و مسئول مجله‌ها و جریده‌ها: دُر دری، فصل نامه سراج، مجله نگاه معاصر، هفته‌نامه وحدت، مجله پیام مستضعفین، مجله صراط، ماهنامه میثاق وحدت و مجله اخوت.[۲]

## اشترلییزه سازی سیاست هزاره ها
سرور دانش در کنگره سال ۱۳۸۳ حزب وحدت اسلامی افغانستان به عنوان دستیار/معاون این حزب تعیین شد. او همچنین عضویت شورای مرکزی این حزب و مسئولیت کمیته فرهنگی و انتشارات حزب وحدت اسلامی در بیرون از کشور را در کارنامه دارد. او پیش از تشکیل حزب وحدت اسلامی در سال ۱۳۶۸ عضو سازمان نصر افغانستان بود و در بخش فرهنگی این سازمان فعالیت می‌کرد.

## انتخابات ریاست‌جمهوری ۱۳۹۸
سرور دانش به عنوان معاون/دستیار دوم، به همراه امرالله صالح در دسته انتخاباتی محمد اشرف غنی برای انتخابات ریاست‌جمهوری ۱۳۹۸ ثبت‌نام کرد.

## پس از سقوط کابل ۱۴۰۰
پس از سقوط کابل به‌دست طالبان در سال ۱۴۰۰، وی به همراه خانواده‌اش ابتدا به ترکیه و سپس به کشور نیوزیلند پناهنده شد. وزارت مهاجرت نیوزیلند اعلام کرده‌است که به سرور دانش و ۱۳ تن از اعضای خانواده وی «پناهندگی حقوق بشر» داده‌است.

## حزب عدالت و آزادی افغانستان
در اوایل عقرب (آبان) ۱۴۰۱، وی حزبی با نام «حزب عدالت و آزادی افغانستان» را تأسیس کرد. این حزب در بیانیه‌ای اهداف اصلی خود را به‌صورت «مبارزه با طالبان و ایجاد جمهوری فدرال در افغانستان» معرفی کرده‌است. همچنین، این حزب خود را یک «جنبش اسلامی اعتدال‌گرا» نیز توصیف کرده‌است. اگرچه در اعلامیه این حزب آمده‌است که طالبان راهی به جز «ایستادگی» برای مردم افغانستان نگذاشته‌است، اما بر گفتگو به‌عنوان راه‌حل تأکید شده و افزوده شده که «جنگ را به‌عنوان راه‌حل در نظر ندارد».
این حزب برای افغانستان، یک نظام سیاسی فدرال را خواستار شده‌است و در بیانیه خود آمده‌است که «زمان آن فرارسیده است که اجرای یک سیستم فدرال در کشور ما در چارچوب توافق ملی تسهیل شود». همچنین، این حزب اعلام کرده‌است که «در زمان مناسب» طرح خود را به‌تفصیل در مورد سیستم فدرال ارائه خواهد کرد.

## نبشته‌ها
به قلم سرور دانش بیش از ۱۵ جلد کتاب نوشته و برگردان شده و به چاپ رسیده‌است. مازاد بر کتاب‌ها بیش از ۷۰۰ مقاله از او در رسانه‌های افغانستان و نشریه‌های پناهجویان افغانستان در ایران به چاپ رسیده‌است. او از سال ۱۳۶۱ تا سال ۱۳۸۰ مدیریت و مسؤولیت مجله‌های گوناگون را نیز به عهده داشته‌است. برخی از آثار او شامل فهرست زیر می‌شود:
- حقوق اساسی افغانستان
- حقوق اداری افغانستان
- درآمدی بر حقوق بین‌الملل عمومی
- کلیاتی دربارهٔ قانون اساسی
- مجموعه کامل قوانین اساسی افغانستان
- درآمدی بر وضع و تصویب قانون اساسی جدید افغانستان
- زن در سیاست و اجتماع
- قرائت‌های معاصر از اندیشه سیاسی اسلام
- جایگاه زن در نظام سیاسی اسلام
- حقوق مالکیت فکری از نگاه فقهی
- افغانستان سقف جهان
- پنهان‌کاری در اسلام
- رهبری انقلابی در اسلام
- یادنامه عبدالخالق
- زندگی‌نامه استاد عبدالعلی مزاری
- احکام زکات و فقه صدقات
- مسایل طبی از نگاه فقه اسلامی